# Communauté de communes du Pays de Fénelon
Die Communauté de communes du Pays de Fénelon ist ein französischer Gemeindeverband mit der Rechtsform einer Communauté de communes im Département Dordogne in der Region Nouvelle-Aquitaine. Sie wurde am 1. Januar 2014 gegründet und umfasst 17 Gemeinden. Der Verwaltungssitz befindet sich im Ort Salignac-Eyvigues.

## Historische Entwicklung
Der Gemeindeverband entstand mit Wirkung vom 1. Januar 2014 durch die Fusion der Vorgängerorganisationen
- Communauté de communes du Carluxais Terre de Fénelon und
- Communauté de communes du Salignacois.

## Mitgliedsgemeinden
| Gemeinde                                  | Einwohner 1. Januar 2022 | Fläche km² | Dichte Einw./km² | Code INSEE | Postleitzahl |
| ----------------------------------------- | ------------------------ | ---------- | ---------------- | ---------- | ------------ |
| Archignac                                 | 403                      | 22,90      | 18               | 24012      | 24590        |
| Borrèze                                   | 352                      | 27,37      | 13               | 24050      | 24590        |
| Calviac-en-Périgord                       | 541                      | 14,52      | 37               | 24074      | 24370        |
| Carlux                                    | 655                      | 13,31      | 49               | 24081      | 24370        |
| Carsac-Aillac                             | 1.549                    | 17,31      | 89               | 24082      | 24200        |
| Jayac                                     | 188                      | 17,77      | 11               | 24215      | 24590        |
| Nadaillac                                 | 376                      | 26,90      | 14               | 24301      | 24590        |
| Paulin                                    | 245                      | 11,43      | 21               | 24317      | 24590        |
| Pechs-de-l’Espérance                      | 784                      | 19,69      | 40               | 24325      | 24370        |
| Prats-de-Carlux                           | 487                      | 13,00      | 37               | 24336      | 24370        |
| Saint-Crépin-et-Carlucet                  | 532                      | 18,51      | 29               | 24392      | 24590        |
| Saint-Geniès                              | 893                      | 33,59      | 27               | 24412      | 24590        |
| Saint-Julien-de-Lampon                    | 657                      | 13,24      | 50               | 24432      | 24370        |
| Sainte-Mondane                            | 301                      | 9,63       | 31               | 24470      | 24370        |
| Salignac-Eyvigues                         | 1.184                    | 43,48      | 27               | 24516      | 24590        |
| Simeyrols                                 | 256                      | 9,26       | 28               | 24535      | 24370        |
| Veyrignac                                 | 325                      | 9,54       | 34               | 24574      | 24370        |
| Communauté de communes du Pays de Fénelon | 9.728                    | 321,45     | 30               | –          | –            |